# Acyrthosiphon pisivorum
Acyrthosiphon pisivorum är en insektsart. Acyrthosiphon pisivorum ingår i släktet Acyrthosiphon och familjen långrörsbladlöss. Inga underarter finns listade i Catalogue of Life.